# دانون، اسکاتلند
دانون (به انگلیسی: Dunoon) یک شهرک در اسکاتلند است که در آرگایل و بوت واقع شده‌است. دانون ۴٬۴۸۷ نفر جمعیت دارد.